# Universitat d'Oviedo
La Universitat d'Oviedo, fundada a fins del segle xvi per l'arquebisbe catòlic Fernando Valdés Salas, Inquisidor general de les Espanyes, va iniciar les seves activitats a Oviedo el 1608, mantenint avui seus també a Gijón i Mieres. És avui la universitat pública del Principat d'Astúries, regió on també té una seu la Universitat Nacional d'Educació a Distància, i fou una de les deu universitats d'Espanya durant el segle xix.

## Història
La Universitat d'Oviedo va ser inaugurada el 21 de setembre de 1608 amb la facultat menor d'Arts i les tres majors de Cànons, Lleis i teologia. Es complia així amb la voluntat de Fernando Valdés Salas, expressada en el seu testament. Aquest religiós havia ocupat els càrrecs de President del Consell de Castella, Arquebisbe de Sevilla i Inquisidor General durant els regnats de Carles III i Felip II. Ja havia fundat abans el Col·legi de San Gregorio, per a l'estudi de Gramàtica i Llatinitat i el Col·legi de Nenes Òrfenes Recoletas. En l'actualitat el Rectorat té la seu en el qual va anar Col·legi de Recoletas; el solar del que fou Col·legi de San Gregorio l'ocupa avui un banc, enfront de l'edifici històric de la Universitat, en el carrer San Francisco.

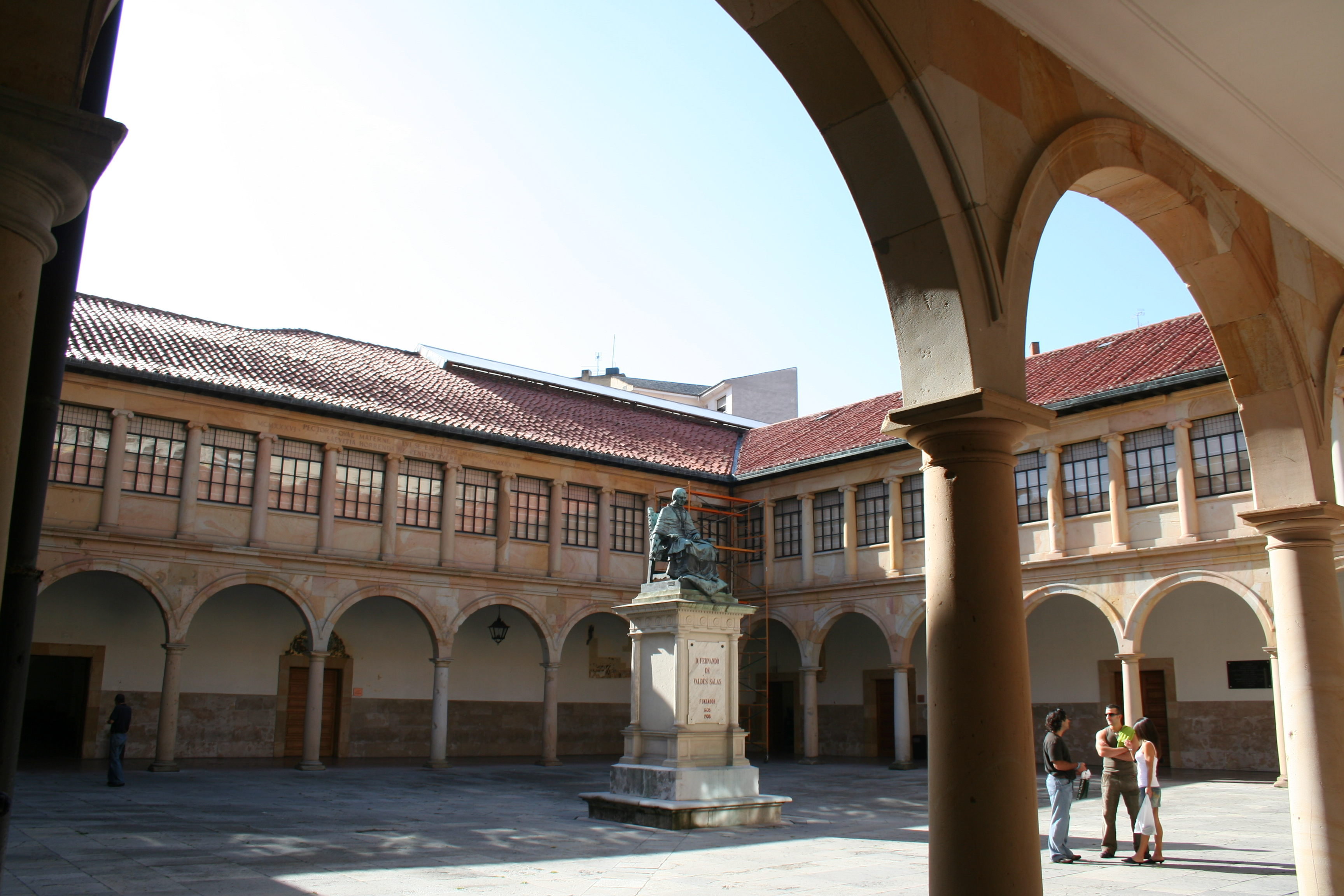
Claustre de l'edifici històric de la Universitat d'Oviedo, en la qual es veu l'estàtua del seu fundador en el centre, presidint el pati

En els primers anys els esforços es van encaminar a millorar l'organització i afermar els ensenyaments que s'impartien, ja que les dificultats econòmiques no permetien molt més. Durant aquesta època les Escoles es regirien pels cridats Estatuts Vells i per les normes de la Universitat de Salamanca per als casos que no s'hi recollissin.

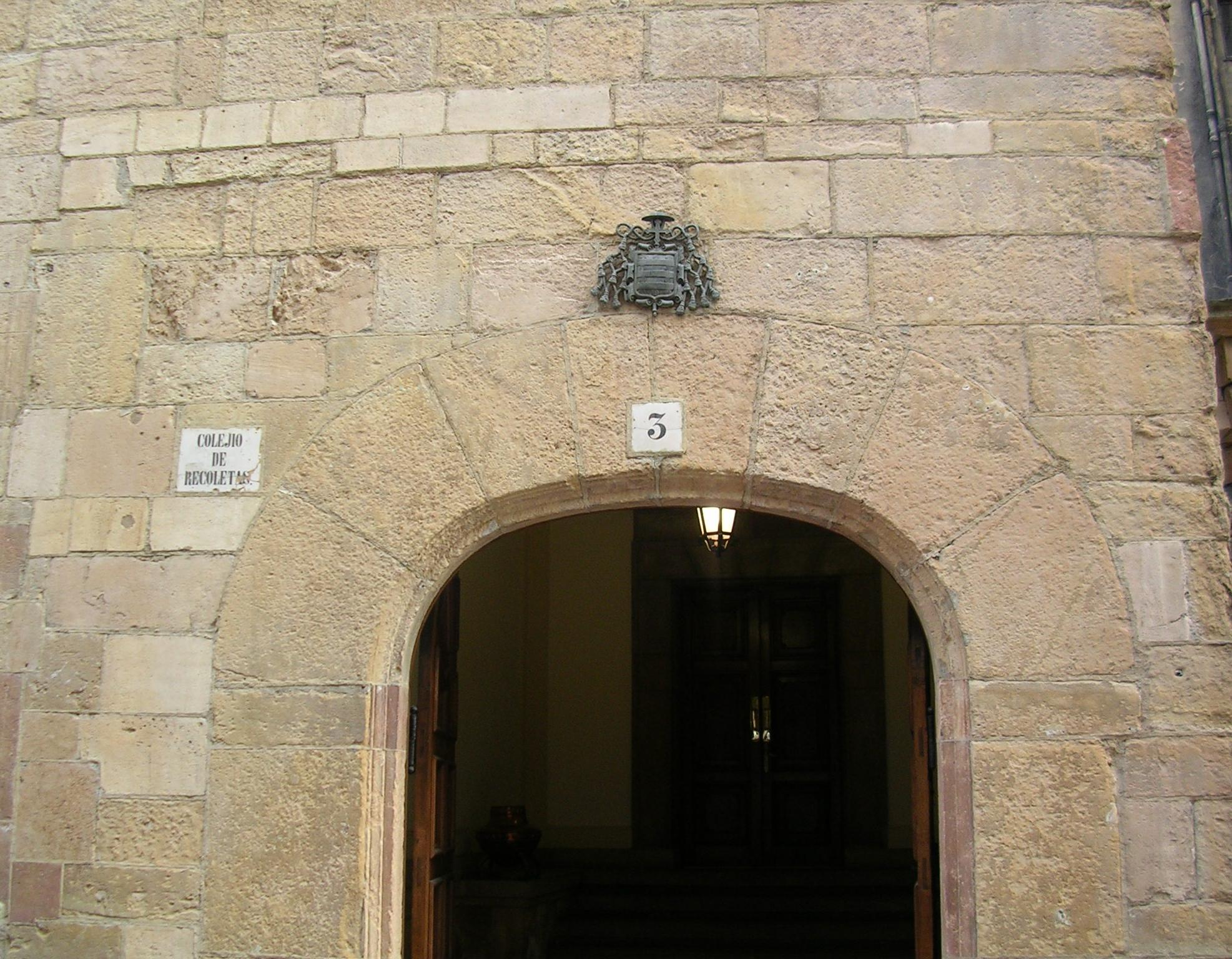
Col·legi de Recoletas.

En els dos segles següents el més destacat fou la reforma que va haver en totes les universitats espanyoles del pla de 1774 i la invasió francesa de l'Edifici Històric, que va motivar la suspensió de les classes, fins a la seva expulsió en 1812. A la fi del segle xix es va crear l'Extensió Universitària gràcies a la labor d'un grup de professors liberals, que aspiraven en realitat a institucionalitzar les universitats populars. Aquella Extensió Universitària no va passar d'un assaig que no va assolir captar públic aliè a la mateixa universitat, particularment al proletariat, que va seguir veient a la Universitat com una institució al servei de la reproducció ideològica de la burgesia, raó per la qual el 13 d'octubre de 1934, en el cop revolucionari que contra la República van protagonitzar socialistes i comunistes, va ser incendiada i destruïda (incloent la important Biblioteca i la no menys important Pinacoteca de temàtica asturiana). Reconstruïda després de la Guerra Civil a Oviedo, a pesar de l'interès d'alguns per traslladar la institució a Santander, en bona part gràcies a la influència de Carmen Polo, l'esposa de Francisco Franco, natural d'Oviedo.

### Rectors
- 1713-1714 Juan García Avello y Castrillón

- 1860 - Diego R. Bahamonde
- 1865 - Jacobo Tomás Olleta
- 1866 - León Salmeán y Mendayo
- 1867 - Domingo A. Arenas Secades
- 1868 - León Salmeán y Mendayo
- 1884 - Juan Rodríguez Arango
- 1886 - León Salmeán y Mendayo
- 1888 - Félix de Aramburu y Zuloaga
- 1906 - Fermín Canella Secades
- 1914 - Aniceto Sela Sampil
- 1918 - Jesús Arias de Velasco
- 1924 - Isaac Galcerán Cifuentes
- 1931 - Leopoldo Alas Argüelles
- 1936 - Sabino Álvarez Gendín
- 1951 - Torcuato Fernández Miranda
- 1954 - Valentín Silva Melero
- 1961 - José Virgili Vinadé
- 1973 - José Caso González
- 1978 - Teododo López-Cuesta Egocheaga (en funcions des de 1975)
- 1983 - Alberto Marcos Vallaure
- 1988 - Juan López Arranz
- 1992 - Santiago Gascón Muñoz
- 1996 - Julio Rodríguez Fernández
- Des de 1999 - Juan Vázquez

## Campus

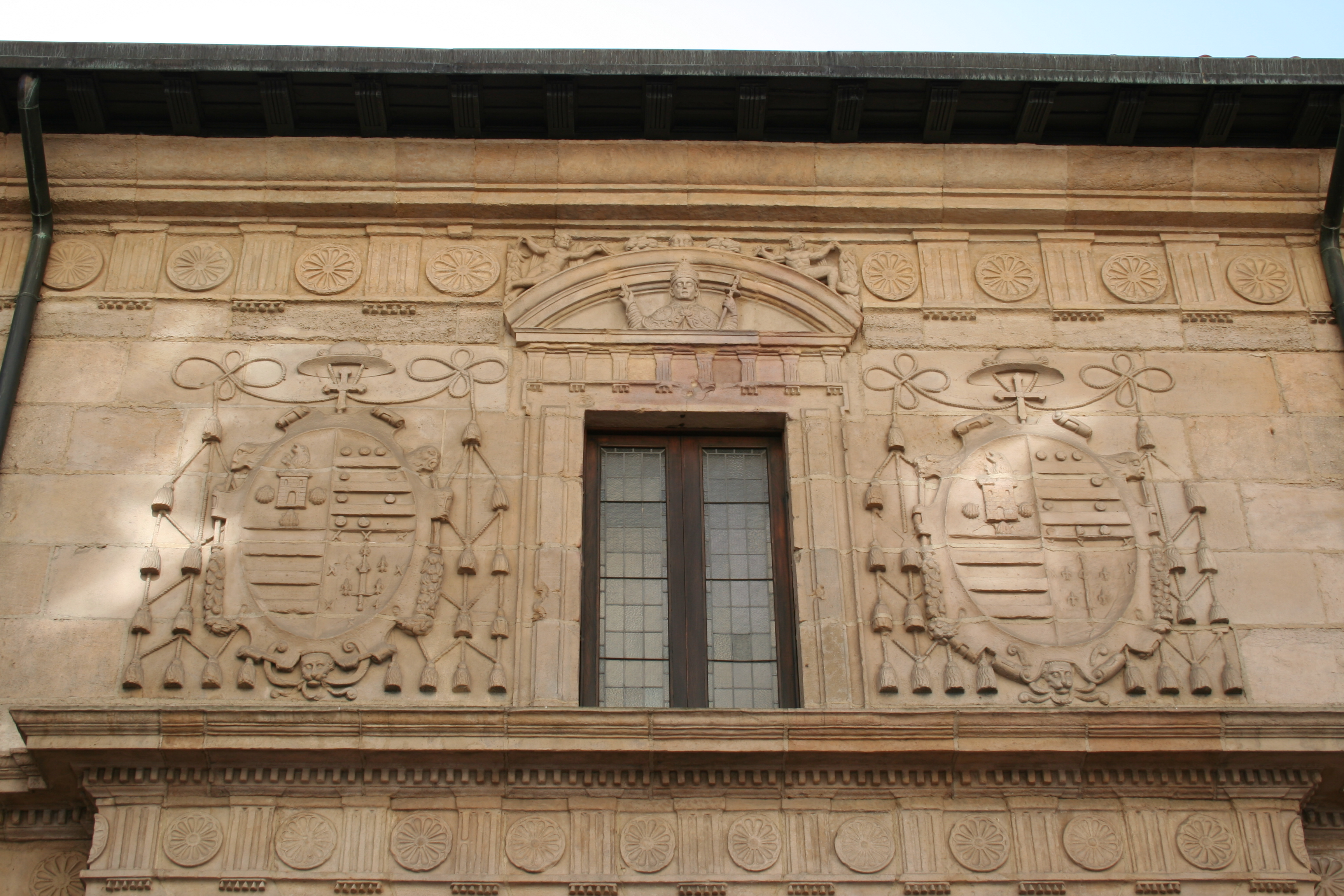
Escuts esculpits a la façana de l'edifici històric de la Universitat al carrer San Francisco d'Oviedo

- Oviedo:
  - Campus del Cristo
  - Campus de Llamaquique
  - Campus de los Catalanes
  - Campus Oviedo Centro
  - Campus de Humanidades (el Milán)

- Gijón:
  - Campus Gijón Centro
  - Campus de Viesques

- Mieres:
  - Campus de Mieres

- Centres adscrits

## Estudis
- Facultats:

Dret (1608), Química (1848), Filologia (1892), Geologia (1958), Biologia (1961), Geografia i Història (1965), Medicina (1968), Ciències Econòmiques i Empresarials (1974), Ciències de l'Educació (1976), Cièncias (1990), Psicologia (1991), Filosofia (1993).
- Escoles Tècniques:

Enginyers de Mines (1959), Enginyers Industrials, Enginyers Informàtics i Enginyeria de Telecomunicacions (1979, 1990 i 2000), Escola d'Enginyeria Tècnica Informàtica i Telemàtica, Marina (1979), Enginyeria Tècnica Forestal (2002)
- Escoles Universitàries:

Mestres d'Educació (1848), Enginyeria Tècnica Minera (1855), Ciències Empresarials de Gijón (1866), Enginyeria Tècnica Industrial (1887), Ciències Empresarials d'Oviedo (1913), Infermeria i Fisioteràpia (1977 i 1990), Enginyeria Informàtica (1982), Treball Social (1884), Relacions Laborals (1988), Turisme (1997).
- Escoles Professionals:

Estomatología (1978).

## Instituts universitaris
- Institut Universitari de l'Empresa
- Institut Universitari de Tecnologia Industrial d'Astúries (IUTA)
- Institut Universitari d'Oncologia *Institut Feijoo d'Estudis del Segle XVIII
- Institut de Recursos Naturals i Ordenació del Territori (INDUROT)
- Centre d'Intel·ligència Artificial *Centre de Cooperació i Desenvolupament Territorial (CECODET)
- Institut Universitari de Biotecnologia d'Astúries (IUBA)
- Institut de Ciències de l'Educació
- Institut de Química Organometàl·lica "Enrique Moles"